# Saša Štrbac
Saša Štrbac (Zadar, 8. mај 1966) bivši je srpski fudbaler, danas trener sa profesionalnom UEFA licencom.

## Igračka karijera
Fudbal je počeo da igra u mlađim kategorijama FK Hajduk iz Splita (Hrvatska). Kao senior branio je boje FK Čelik iz Zenice (BiH), FK Olimpija iz Ljubljane (Slovenija). 
Nosio je dresove srpskih klubova: FK Rad (Beograd), FK Spartak (Subotica), OFK Beograd, FK Napredak (Kruševac). Deo bogate igračke karijere, a krajem osamdesetih i početkom devedesetih godina 20. veka bio je među najboljim jugoslovenskim defanzivnim igračima, proveo je u Crnoj Gori. Nastupao je za FK Mogren iz Budve i FK Rudar iz Pljevalja. Igrao je i na Kipru, u Aelu iz Limasola.

## Trenerska karijera
Poseduje profi UEFA licencu. Trenersku karijeru gradio je postepeno, kao trener mlađih kategorija, trener - asistent, a potom i šef stručnog štabа. Radio je u OFK Beogradu, FK Obilić (Beograd), FK Bežanija (Beograd), Novom Pazaru, banjalučkom FK Borac (BiH), Karpatima (Lavov, Ukrajina). Od oktobra 2014. godine je šef stručnog štaba srpskog superligaša FK Napredak iz Kruševca.

## Spoljašnje veze
- http://fknapredak.rs/
- http://www.javnevesti.com/ Архивирано на веб-сајту  (22. децембар 2014)
- http://zurnal.rs/